# Jumelage historique Le Mans-Paderborn
 (septembre 2024).
 (octobre 2020).
Le jumelage entre la ville française du Mans et celle de Paderborn en Allemagne est considéré comme l'un, si ce n'est le plus ancien d'Europe. Il s'agit à l'origine d'un jumelage catholique réalisé entre les deux diocèses en l'an 836. Ce lien se perpétuera au fil des siècles de manière continue. Il sera officialisé de manière laïque le 3 juin 1967.

## Les prémices
Saint Liboire serait mort en 397, assisté par saint Martin de Tours, après 49 ans d’épiscopat. Liboire est le quatrième évêque du Mans, le successeur de saint Julien. Un reliquaire du saint existe toujours dans la chapelle de l’hôpital du Mans. Il date de 1666 et fut érigé dans l’ancien hôtel-Dieu situé sur l’ancienne gare des tramways. Le reliquaire et le vitrail furent transférés en 1884. L’évêché du Mans fut fondé au IVe siècle et celui de Paderborn au VIIIe siècle.

## À l'origine
En 815, l’évêque Badurad (de), un Saxon et bon ami de Louis le Pieux, devient évêque de Paderborn sous recommandation royale. En 822, Aldric, ancien élève de la Psalette d’Aix-la-Chapelle, ancien directeur de la psallette de Metz, devient évêque du Mans. Celui-ci était même l’ami, le conseiller et le familier de Louis le Pieux. Lors du synode d’Aix en 836, les deux amis se retrouvent et jouent un rôle majeur dans l’assemblée. Les Saxons étaient alors considérés comme de mauvais chrétiens, peu fidèles au Christ et juste soumis à la puissance de Charlemagne. La ville du Mans vénérait saint Julien et ses reliques. Paderborn ne possédant pas de saint à vénérer, Badurad décida de trouver en saint Liboire un patron pour la ville. Grâce aux transferts des reliques de l’évêque, Paderborn peut effectuer la consécration de l’autel épiscopal de la ville. Cela est effectué en mai 836.
Au Mans, le départ des reliques se fit comme une véritable procession rituelle. On effectua d’abord l’élévation des ossements, qui se trouvaient alors dans la basilique Saint-Victeur. On les transféra en procession vers la cathédrale primitive construite par Aldric, puis on alla à la basilique Saint-Vincent où furent définitivement remises les reliques. C’est à ce moment qu’est effectué le vœu de fraternité d’amour perpétuel entre Paderborn et Le Mans. Ensuite, le convoi parti vers Yvré-l'Évêque et Saint-Mars-la-Brière. Le convoi fit, selon toute vraisemblance, une pause dans la chapelle Saint-Médard. En 1204, le chapitre du Mans s’inquiète car les rumeurs disent que le siège épiscopal de Paderborn s’apprête à être transféré. Il faut attendre le 30 septembre de la même année pour qu’une réponse rassure les responsables du Mans.

## XVIIesiècle
Durant les réformes allemandes, peu après la guerre de Trente Ans, nombre d’abbayes passent entre les mains des princes protestants. Le traité de Westphalie en 1648 menace le diocèse de Paderborn plus que jamais de passer entre les mains des protestants. En 1647, les chanoines de Paderborn demandent à Henri d’Orléans et par un mémorandum en 10 points de rester en terre catholique. En même temps, les instances religieuses de Paderborn demandent au chapitre du Mans d’intervenir auprès du jeune Louis XIV (il a alors 9 ans) et de sa mère, la régente Anne d’Autriche pour plaider en leur faveur. Les Hessois pendant ce temps, demandaient le diocèse de Paderborn comme butin de guerre. A Noël 1647, l’évêque Emeric de la Ferté envoie une lettre au diocèse de Paderborn l’assurant de la protection royale. Landgraviat de Hesse dut ainsi cesser ses ambitions expansionnistes. En remerciement, voici ce qu’écrit l’évêché de Paderborn : « manceaux, nous vous devons une reconnaissance éternelle parce que c’est grâce à vous si nous avons gardé notre foi catholique après le traité de Westphalie signé à Münster en 1648 ». Si la Hesse tente de nouveau une incursion diplomatique, notamment auprès de Mazarin en 1656, une nouvelle lettre du roi intervient peu de temps après pour rappeler que l’évêché de Paderborn est sous un traité de confraternité avec celui du Mans et que le roi de France en est donc le garant.

## XVIIIesiècle

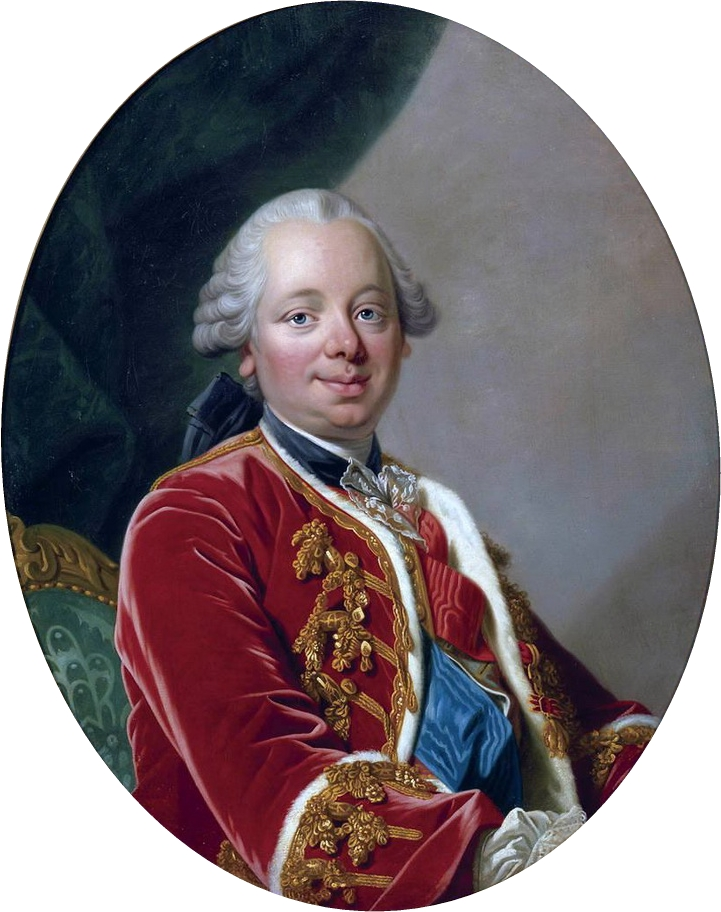
Le secrétaire d'état Choiseul.

Au XVIIIe siècle, à cause des nombreuses guerres ravageant le pays, l’évêché de Paderborn survit difficilement. De nombreux soldats français traversent l’évêché en 1757. En 1762, il faut l’accord du roi d’Angleterre pour procéder à l’élection des chanoines, les troupes anglo-hanovriennes occupant la ville. Les actions diplomatiques liées à la confraternité des deux villes ne sont pas achevées. Une bonne dizaine de lettres adressées à Louis XV et à Choiseul témoignent de cette activité. Il faut en effet que les promesses de Louis XIV soient maintenues afin que Paderborn soit en sécurité, sous la protection royale. Ce que veut l’évêché du Mans, c’est surtout l’élection d’un membre du clergé à la tête du siège épiscopal de Paderborn. Mais ce dernier est le plus souvent vide. Il est finalement attribué à Guillaume-Antoine d’Assebourg en 1673. 
Après le 14 juillet 1790, le clergé est dépouillé. La constitution civile du clergé, condamnée par le pape Pie VI, de nombreux français émigrèrent à l’étranger et à commencer par les actifs du haut clergé. Paderborn devint une terre d’exil, pas moins de 2 500 Français s’y réfugièrent et à commencer par les prêtres et le vicaire général du Mans. L’évêque du Mans, François-Gaspard de Jouffroy de Gonsans s’exile à Paderborn via l’Angleterre. Il meurt dans la ville allemande en 1799. Il sera inhumé à la Cathédrale Saint-Liboire de Paderborn, ses restes ne seront jamais transférés au Mans. Neuf autres prêtres manceaux restèrent à Paderborn jusqu’à leur mort.

## XIXesiècle
Durant le Premier Empire, les voyages d’un pays à l’autre sont difficiles. Depuis 1813, Paderborn est rattaché à la Prusse et alors que la révolution fait rage, la cathédrale de la ville se trouve dans un état pitoyable. Pour le millième anniversaire du traité, en 1836, le chapitre du Mans ne peut se rendre en Allemagne alors même que le clergé de Paderborn les y avait invité. En 1850, deux prêtres de la Couture se rendent à Paderborn pour les fêtes de Saint-Liboire, à la suite de quoi ils ramènent des reliques du fameux saint. Monseigneur Freusberg et monseigneur Fillion entretiennent alors une correspondance très suivie. Ce ne sera qu’en 1867 que monseigneur Freusberg demandera à son homologue une aide financière pour l’aider à restaurer la Cathédrale de la ville. Mais l’évêché du Mans se trouve alors lui-même dans une grande pauvreté.

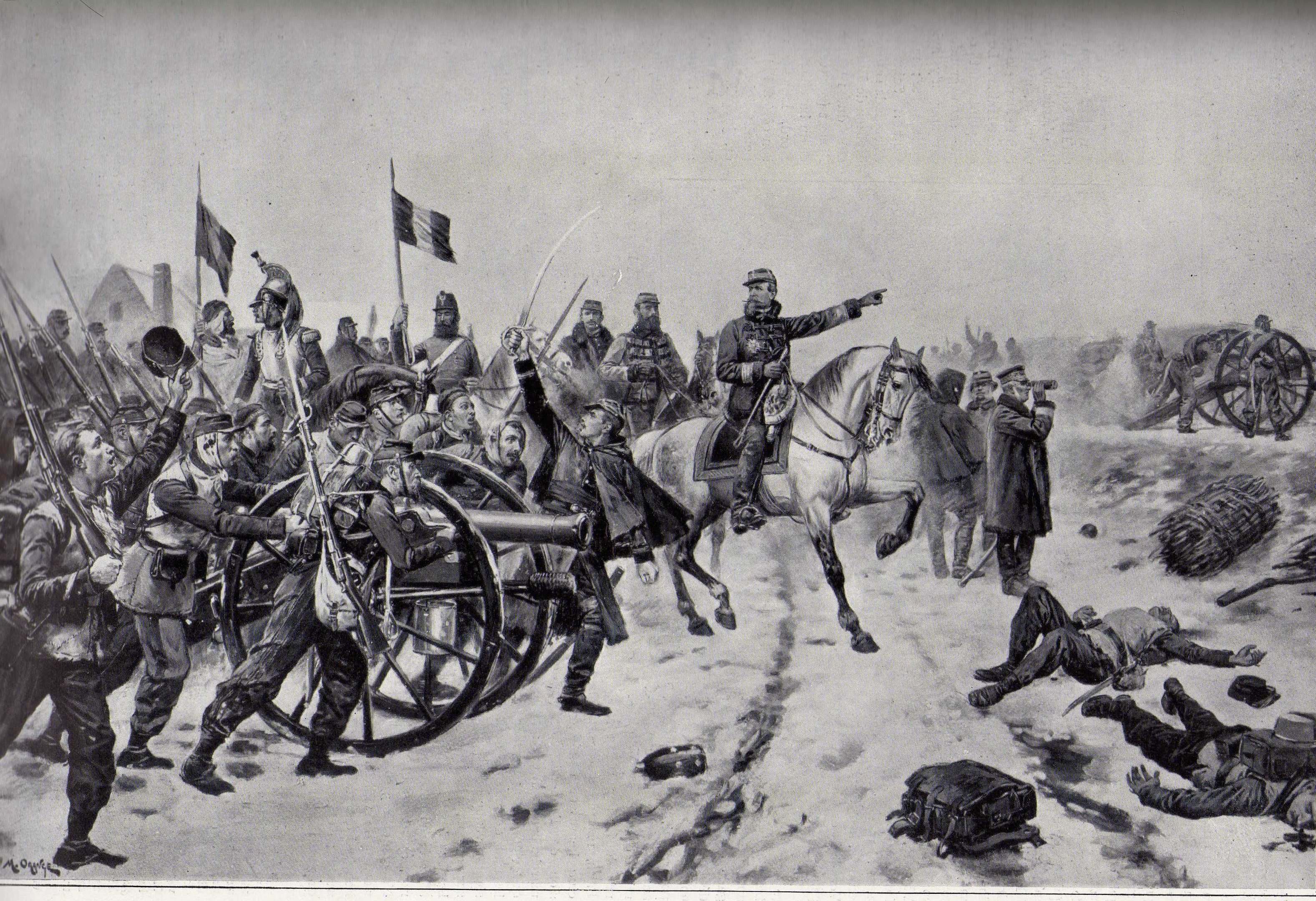
La fameuse bataille du Mans menée en 1871 par le général Chanzy

Lors de la bataille du Mans, un aumônier militaire prussien originaire de Paderborn demande l’aide du curé de la paroisse de Lhomme pour guérir les blessés. L’aumônier célèbre quelques jours plus tard, une messe dans la cathédrale Saint-Julien. Mgr Fillion envoie alors certainement une lettre à son homologue prussien pour que la ville ne soit pas occupée. Frédéric-Charles, neveu de Guillaume Ier répondra négativement à l’évêque en lui signalant que jamais ses armées ne pourraient se passer de la position stratégique du Mans et que de plus, Le Mans méritait cette occupation. Lors de Kulturkampf, l’évêque de Paderborn doit s’exiler. Il est accueilli au Mans. Une rencontre est effectuée avec tout le chapitre dans la cathédrale même. Il va ensuite se réfugier dans l’abbaye de Solesmes au sud de la Sarthe.

## XXesiècle
Dès l’attentat de Sarajevo annonçant le début de la Première Guerre mondiale, les discussions entre Le Mans et Paderborn sont rompues, le jeu des alliances politiques et européennes fait son effet. En 1930, l’évêque de Paderborn annonce cependant à son homologue manceau que l’évêché de Paderborn est promu archevêché. Dès 1936, deux représentants du chapitre du Mans, Mgr Coulon et le chanoine Leroux, sont envoyés en Allemagne. Deux ans plus tard, ce sont à leur tour l’archevêque de Paderborn et son prévôt qui viennent en visite officielle au Mans. Chaque diocèse s’engage alors à donner un diacre à l’autre. Paul Auferdeck arrive au Mans tandis que Georges Fortier est envoyé à Paderborn. 
Dès 1961, le projet de jumelage officiel et laïc est lancé et concrétisé le 3 juin 1967 quand Jacques Maury, alors maire du Mans, signe la charte bilingue franco-allemand en même temps que son homologue allemand. On échange ensuite les drapeaux aux armes des deux villes. Enfin, le lendemain dimanche, une messe solennelle, rappelant le lien religieux unissant les deux villes, est célébrée à la cathédrale.